# Гюнтер Дрешер (підводник)
Гюнтер Дрешер (нім. Günther Drescher; 13 жовтня 1919, Шпроттау — ?)— німецький офіцер-підводник, оберлейтенант-цур-зее крігсмаріне.

## Біографія
1 жовтня 1938 року вступив на флот. Після проходження підготовки з 1 травня 1940 по березень 1941 року служив на мінному тральщику MRS11 «Оснабрюк». З 29 вересня 1941 по 23 березня 1942 року пройшов курс підводника. З березня 1942 року — допоміжний інструктор торпедного училища Фленсбурга-Мюрвіка. В липні 1942 року направлений на будівництво підводного човна U-196. З 11 вересня 1942 року — 1-й вахтовий офіцер на U-196, на якому взяв участь в одному поході в Південну Атлантику (13 березня — 23 жовтня 1943), під час якого потопив 2 кораблі загальною водотоннажністю 12 285 тонн. З 16 січня по 29 лютого 1944 року пройшов курс командира човна. З 1 берещня по 23 вересня 1944 року перебував на будівництві U-882. В листопаді 1944 року направлений на будівництво U-3026. З 22 січня 1945 року — командир U-3026. 3 травня 1945 року наказав затопити човен в рамках операції «Регенбоген». 8 травня 1945 року взятий в полон британськими військами.

## Звання
- Кандидат в офіцери (1 жовтня 1938)
- Морський кадет (1 липня 1939)
- Фенріх-цур-зее (1 грудня 1939)
- Оберфенріх-цур-зее (1 серпня 1940)
- Лейтенант-цур-зее (1 квітня 1941)
- Оберлейтенант-цур-зее (1 січня 1943)

## Нагороди
- Нагрудний знак мінних тральщиків (березень 1941)
- Нагрудний знак підводника (24 жовтня 1943)
- Залізний хрест
  - 2-го класу (24 жовтня 1943)
  - 1-го класу (січень 1944)
- Фронтова планка підводника в бронзі (1944)